# Naufrage du 20 décembre 2021 à Madagascar
Le naufrage du 20 décembre 2021 à Madagascar est une catastrophe maritime impliquant un cargo transportant illégalement 130 passagers au large de la côte nord-est de Madagascar. On pense qu'un trou dans la coque cause l'inondation de la salle des machines, laissant le navire vulnérable à l'action des vagues. Sur les 138 personnes présentes à bord, 84 sont décédées.

## Naufrage
Le Francia, une embarcation de transport de marchandises en bois de 12 mètres de long et 2,50 m de largeur, embarque illégalement 130 passagers. Une partie sur le pont, et l’autre en soute – des soutes faites pour acheminer des marchandises et non des personnes - pour un trajet d'Antanambe, qui n'est pas enregistré comme port officiel, à Soanierana Ivongo,. 138 personnes dont les membres d'équipage auraient été à bord. Le navire coule tard le 20 décembre 2021, après que son moteur est noyé, le laissant exposé aux vagues. On pense[Qui ?] que l'inondation est causée par un trou dans la coque.

## Conséquences
Une enquête sur le naufrage a été ouverte par le gouvernement malgache et une force de la Gendarmerie nationale malgache envoyée sur place. Trois navires de la marine et de l'agence maritime malgaches participent à la recherche des survivants. Au 22 décembre, 64 corps au total ont retrouvés ; 24 personnes restent portées disparues et environ 50 survivants sont secourus.
Le secrétaire d'État à la gendarmerie nationale malgache, Serge Gellé, est transporté par un hélicoptère de armée de l'air sur les lieux du naufrage le 21 décembre,. Cependant, son Alouette II s'écrase et il est l'un des deux survivants avec un militaire, les corps des deux autres militaires, dont le pilote qui était un colonel commandant la base aérienne d'Ivatu, étant retrouvés les jours suivants. Gellé et l'autre survivant, Laitsara Jimmy Andrianarison, atteignent, séparément, Mahambo.
Le président de Madagascar, Andry Rajoelina, rend hommage aux victimes du naufrage et du crash d'hélicoptère.

## Sources
- (en) Cet article est partiellement ou en totalité issu de l’article de Wikipédia en anglais intitulé « 2021 Madagascar shipwreck » (voir la liste des auteurs).